# Serie del Caribe 1952
La Serie del Caribe de 1952 de béisbol profesional se disputó entre el 20 y el 26 de febrero de 1952 en la Ciudad de Panamá en una serie de 12 juegos el Equipo campeón de manera invicta fue Leones del Habana con 5 juegos ganados y 0 perdidos la segunda posición fue para el equipo Carta Vieja Yankees con 3 ganados y 3 perdidos y la tercera posición fue para el equipo Cervecería Caracas con 3 juegos ganados y 3 juegos perdidos el último y cuarto lugar fue para los Senadores de San Juan con una cantidad de 0 juegos ganados y 5 perdidos, el mánager del equipo vencedor Leones del Habana fue Miguel Ángel González Cordero y el jugador más valioso del torneo fue el pitcher Tommy Fine del equipo Leones del Habana.

LÍDERES POR CATEGORÍA
Bateo: 450 Sandy Amorós, Leones del Habana
Homeruns: 2- Wilmer Fields, Cervecería Caracas Spider Jorgensen, Leones del Habana
Carreras impulsadas: 7- Wilmer Fields, Cervecería Caracas
Juegos ganados: 2- Tommy Fine, Leones del Habana

## Clasificación final
| Clasificación |                       |   |   |  |
|               | Equipo                | G | P |  |
|               | Leones del Habana     | 5 | 0 |  |
|               | Carta Vieja           | 3 | 3 |  |
|               | Cervecería Caracas    | 3 | 3 |  |
|               | Senadores de San Juan | 0 | 5 |  |

### Marcadores
1.er juego, 20 de febrero.
| Equipo                | C | H | E |
| --------------------- | - | - | - |
| Leones de La Habana   | 3 | 5 | 1 |
| Senadores de San Juan | 3 | 7 | 2 |

2.º juego, 20 de febrero.
| Equipo              | C | H  | E |
| ------------------- | - | -- | - |
| Cervecería Caracas  | 2 | 10 | 1 |
| Carta Vieja Yankees | 1 | 6  | 2 |

3.er juego, 21 de febrero.
| Equipo              | C | H | E |
| ------------------- | - | - | - |
| Cervecería Caracas  | 0 | 0 | 0 |
| Leones de La Habana | 1 | 4 | 2 |

4.º juego, 21 de febrero.
| Equipo                | C | H | E |
| --------------------- | - | - | - |
| Carta Vieja Yankees   | 6 | 9 | 2 |
| Senadores de San Juan | 1 | 6 | 2 |

5.º juego, 22 de febrero.
| Equipo                | C | H | E |
| --------------------- | - | - | - |
| Cervecería Caracas    | 3 | 8 | 2 |
| Senadores de San Juan | 2 | 8 | 1 |

6.º juego, 22 de febrero.
| Equipo              | C | H | E |
| ------------------- | - | - | - |
| Leones de La Habana | 4 | 5 | 1 |
| Carta Vieja Yankees | 2 | 8 | 3 |

7.º juego, 23 de febrero.
| Equipo                | C | H | E |
| --------------------- | - | - | - |
| Leones de La Habana   | 3 | 7 | 0 |
| Senadores de San Juan | 2 | 4 | 2 |

8.º juego, 23 de febrero.
| Equipo              | C | H | E |
| ------------------- | - | - | - |
| Cervecería Caracas  | 1 | 8 | 1 |
| Carta Vieja Yankees | 4 | 8 | 0 |

9.º juego, 24 de febrero.
| Equipo              | C | H | E |
| ------------------- | - | - | - |
| Leones de La Habana | 7 | 8 | 1 |
| Cervecería Caracas  | 1 | 5 | 4 |

10.º juego, 25 de febrero.
| Equipo                | C | H | E |
| --------------------- | - | - | - |
| Carta Vieja Yankees   | 4 | 9 | 0 |
| Senadores de San Juan | 2 | 9 | 1 |

11.º juego, 26 de febrero.
| Equipo                | C | H  | E |
| --------------------- | - | -- | - |
| Senadores de San Juan | 3 | 7  | 1 |
| Cervecería Caracas    | 6 | 11 | 2 |

12.º juego, 26 de febrero.
| Equipo              | C  | H  | E |
| ------------------- | -- | -- | - |
| Leones de La Habana | 11 | 16 | 0 |
| Carta Vieja Yankees | 3  | 3  | 2 |

| Bandera de Cuba           |
| Campeón Leones del Habana |
| Primer título             |